# Animalize World Tour
Animalize World Tour fue una gira de conciertos de la banda de rock estadounidense Kiss en promoción de su álbum Animalize. Inició el 30 de septiembre de 1984 con una presentación en el Brighton Centre de la ciudad de Brighton, Inglaterra y finalizó el 29 de marzo de 1985 en el Meadowlands Arena de East Rutherford, Nueva Jersey.

## Generalidades
La gira se dividió en dos partes: la manga europea y la manga norteamericana, con dos espectáculos y escenarios muy diferentes. La puesta en escena europea era similar a la utilizada en la gira Unmasked Tour, decorada con motivos de la portada del álbum Animalize (amplificadores pintados con manchas de leopardo y rayas de tigre). Cuando el álbum se convirtió en un éxito sorpresa en Norteamérica, se diseñó un escenario mucho más grande para la etapa americana de la gira.
Los espectáculos comenzaban de la misma manera que en el Dynasty Tour, con la banda siendo presentada en el escenario mediante un elevador detrás de la batería. Efectos de sonido del aterrizaje de un gran avión eran tocados por los altavoces mientras la banda ascendía hacia el escenario, y después de la famosa introducción de "You Wanted The Best", la banda iniciaba el recital con "Detroit Rock City". Esta fue la primera gira con Bruce Kulick como miembro oficial de la banda reemplazando a Mark St. John, quien no podía tocar debido a una condición artrítica en sus extremidades superiores. Originalmente Kulick era un reemplazo temporal, pero la condición de St. John no mejoró y salió oficialmente de Kiss el 8 de diciembre de 1984. Bon Jovi fue el acto de apertura en la manga europea, con Queensrÿche, W.A.S.P., Krokus y Dokken abriendo espectáculos en América del Norte.

## Setlist

### Europa
- "Detroit Rock City"
- "Cold Gin"
- "Strutter"
- "Fits Like a Glove"
- "Heaven's on Fire"
- "Under the Gun"
- "War Machine"
- "Young and Wasted"
- "Creatures of the Night"
- "I Love It Loud"
- "I Still Love You"
- "I've Had Enough (Into The Fire)"
- "Love Gun"
- "Rock and Roll All Nite"
- "Lick It Up"
- "Black Diamond"

### América del Norte
- "Detroit Rock City"
- "Cold Gin"
- "Creatures of the Night"
- "Fits Like a Glove"
- "Heaven's on Fire"
- "Thrills In The Night"
- "Under the Gun"
- "War Machine"
- "Young and Wasted"
- "I Love It Loud"
- "I Still Love You"
- "Love Gun"
- "Lick It Up"
- "Black Diamond"
- "Rock and Roll All Nite"